# Novoměstská kašna (Chrudim)
Kašna s pískovcovým parapetem se nalézá od roku 1873 v prostoru mezi Žižkovým náměstím a Novoměstskou ulicí v okresním městě Chrudim. Kašna je od roku 1958 chráněna jako nemovitá kulturní památka ČR.

## Historie
Kašna s pískovcovým parapetem byla sestavena v roce 1873 ze zbytku barokního parapetu, který stával od roku 1728 před hlavním chrudimským kostelem. Pískovcový parapet zdobí barokní sochy od Ignáce Rohrbacha a Jana Pavla Čechpauera, významných sochařů působících v 1. polovině 18. století v Chrudimi. Objekt kašny byl zakoupen městem Chrudim v roce 1872 v Heřmanově Městci. Kašna je dílem architekta Františka Schmoranze staršího a sloužila pro zásobování obyvatel přilehlé části Nového Města. Byla napojena na akumulační nádrž vodárenské věže u domu Na Puši (čp. 104/II). Voda přiváděna z vodárny (čp. 111/II na dnešním náměstí U Vodárny), kde byla jímána z vodního náhonu.. Od roku 2006 je kašna opět funkční.

## Popis
Kašna je umístěna v prostoru uzavřeném směrem do Žižkova náměstí půlkruhovým osmibokým pískovcovým parapetem s prohýbanými stěnami členěnými osmi vystupujícími pilastry. Směrem do Novoměstské ulice je prostor otevřen. Obdélný pískovcový bazén kašny se zaoblenými rohy je umístěn v centru půlkruhu vymezeného parapetem.
Na sedmi vystupujících pilastrech jsou umístěny v půlkruhu za sebou sochy následujících světců s erby na soklech:
- Svatý Vilém v dlouhém hábitu s řetězem, na vousaté hlavě má přilbu, u nohou leží koruna. Na podstavci je alianční znak Vraždů z Kunvaldu a Harrachů.
- Svatý Eustach – v loveckém oděvu pokleká u jelena, na soklu je erb Libštejnských z Kolovrat.
- Svatá Anna s malou Pannou Marií v náručí, která má ruku na otevřené knize, na soklu je erb Buttlerů z Cloneboughu.
- Panna Maria, u nohou erb Voračických z Paběnic, na soklu je znak Vraždů z Kunvaldu. Tato socha nepochází z původního umístění před kostelem Navštívení Panny Marie.
- Svatý Jáchym – opírá se o hůl, v levé ruce má knihu (manžel svaté Anny), na soklu je erb Kaučů z Kauče.
- Svatý Jiří bojující s drakem, na soklu erb je Talacků z Ještětic.
- Svatý Jan Nepomucký se staroboleslavským paladiem v ruce, na soklu je znak Winkelmannů z Wincklburku.

Na sloupcích zakončujících oblouk parapetu jsou umístěny vázy zdobené rostlinnými polověnci.
Ve svahu dole pod kašnou pak stojí dominantní sloup svatého Jana Nepomuckého z druhé poloviny 18. století.

## Galerie

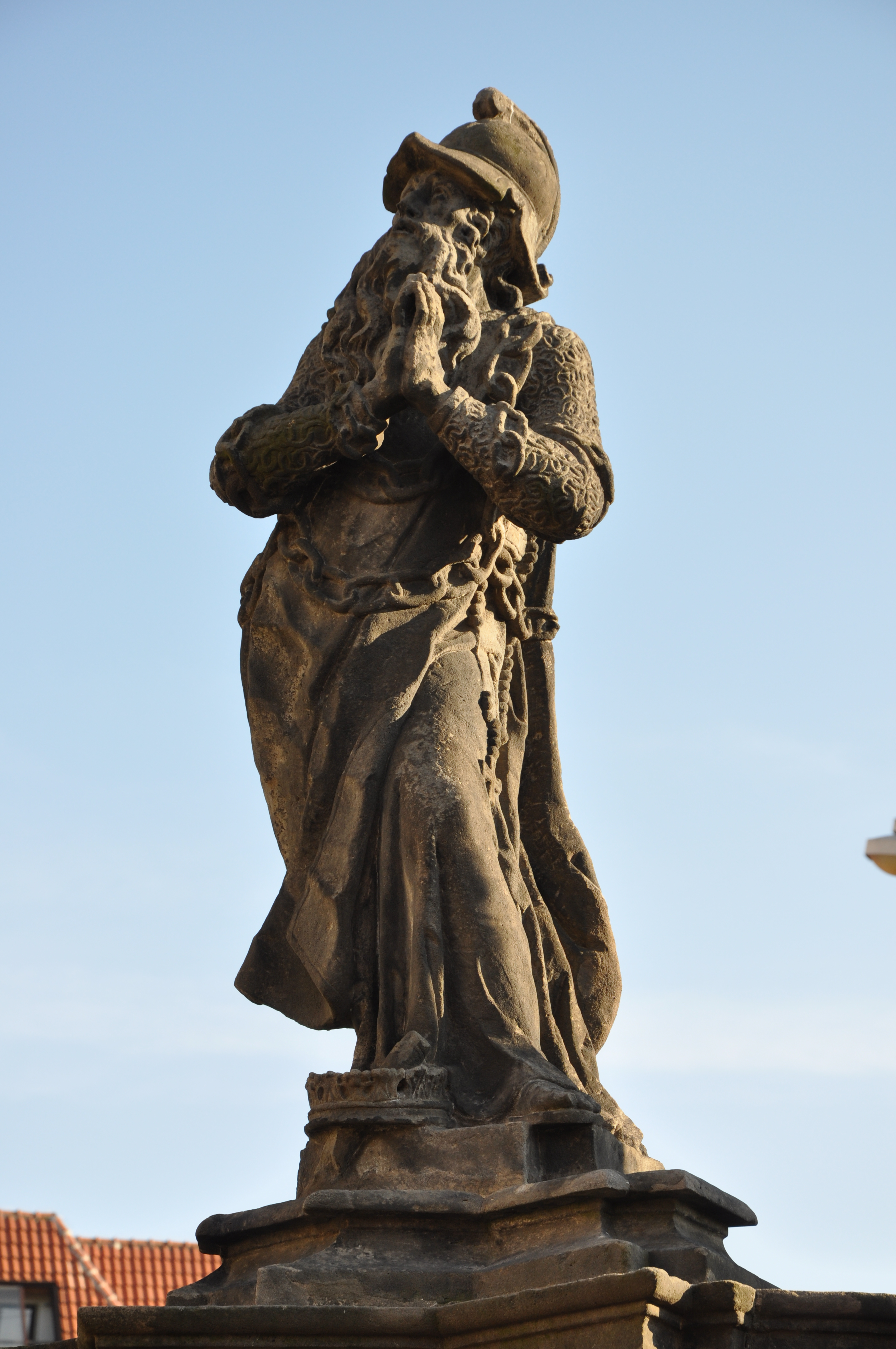
socha svatého Viléma
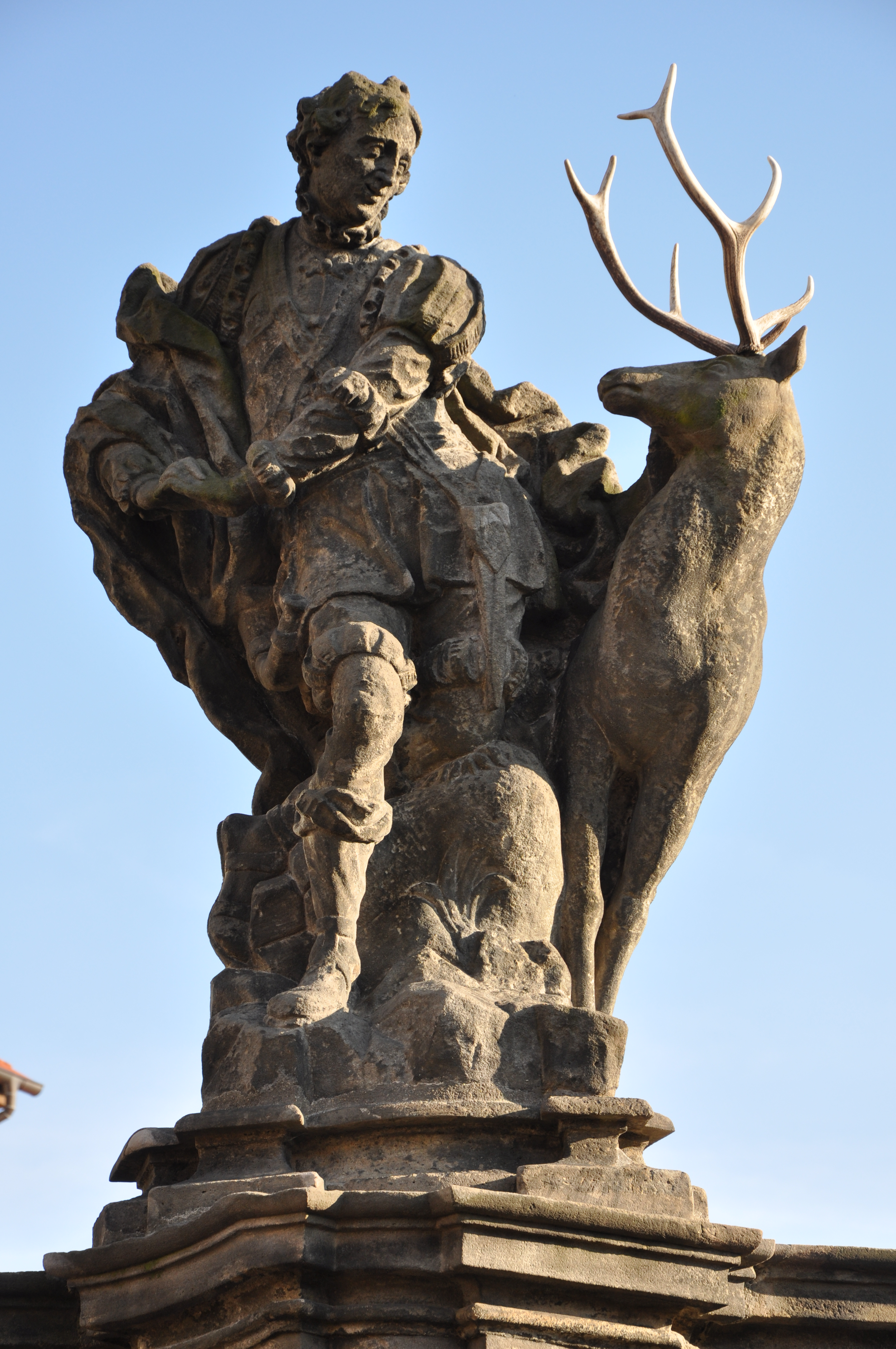
socha svatého Eustacha
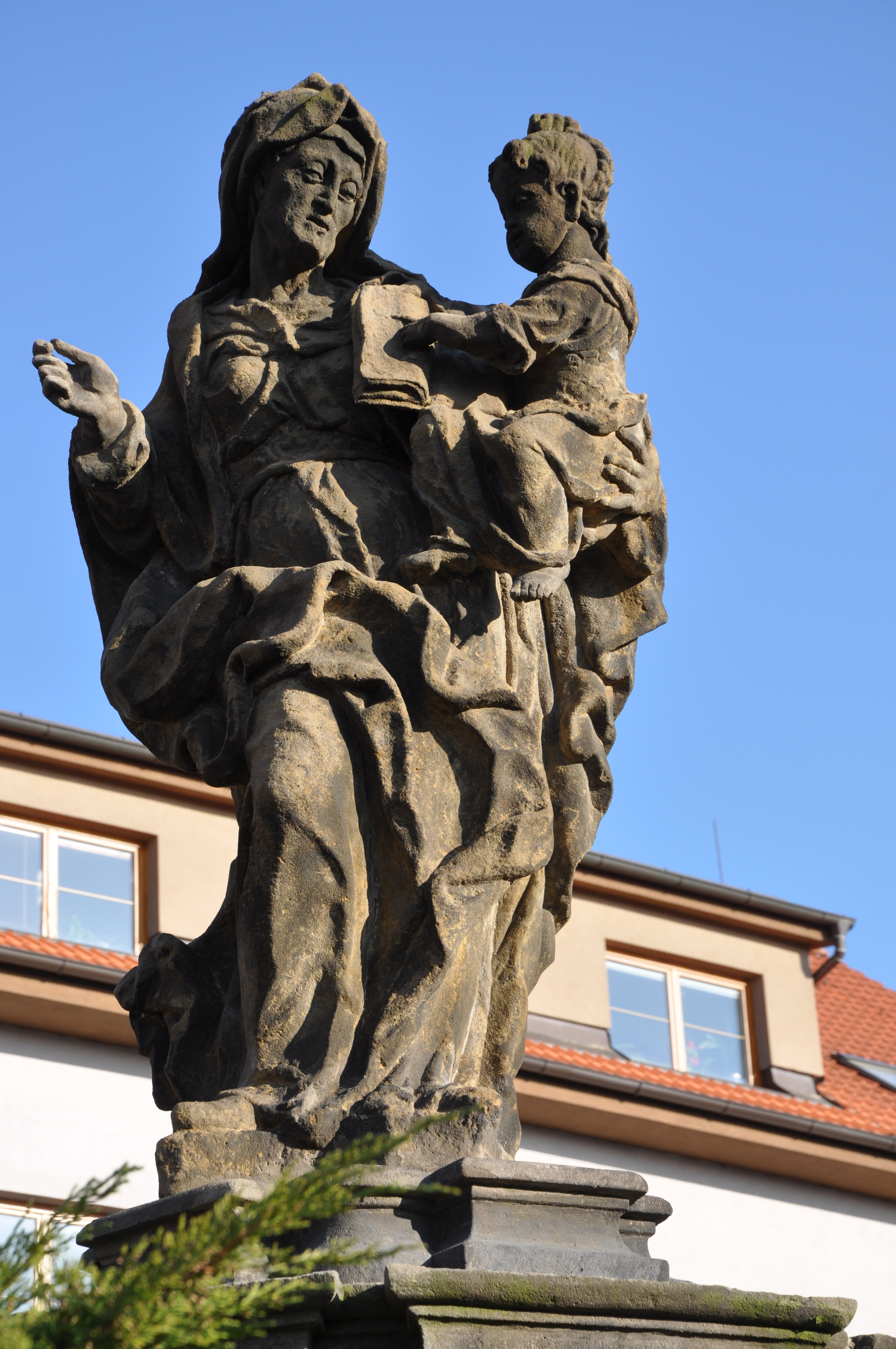
socha svaté Anny
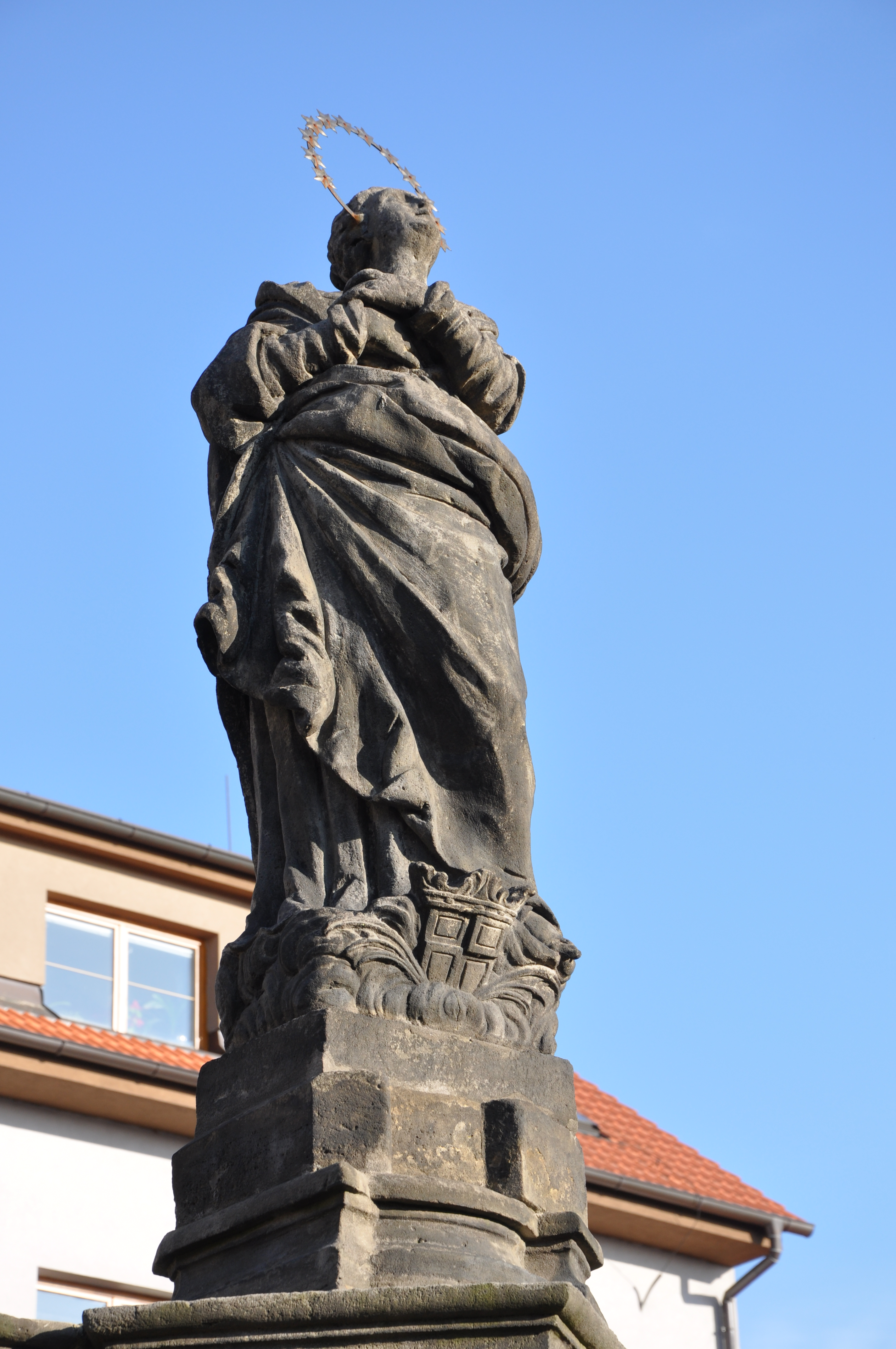
socha Panny Marie
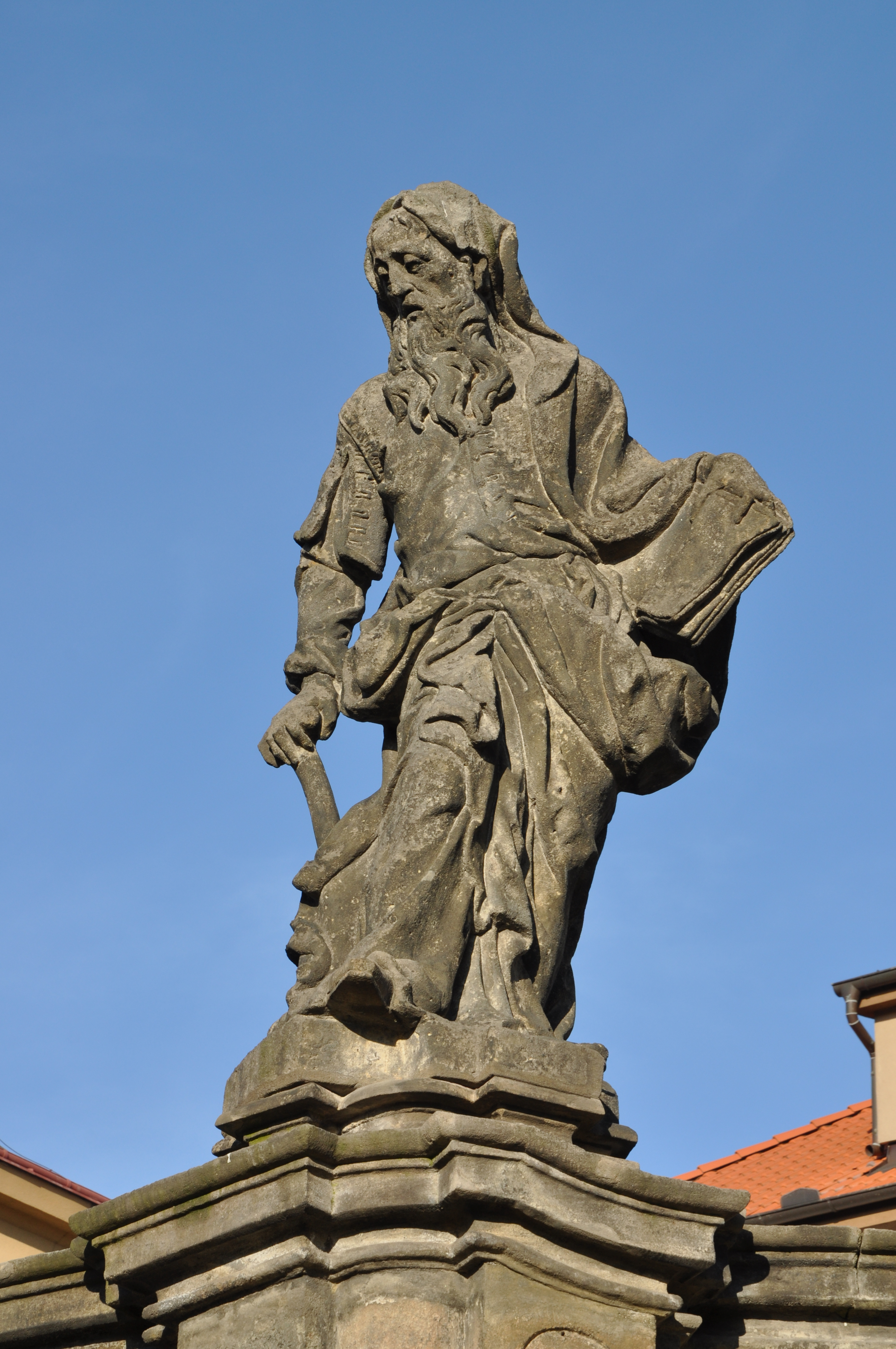
socha svatého Jáchyma
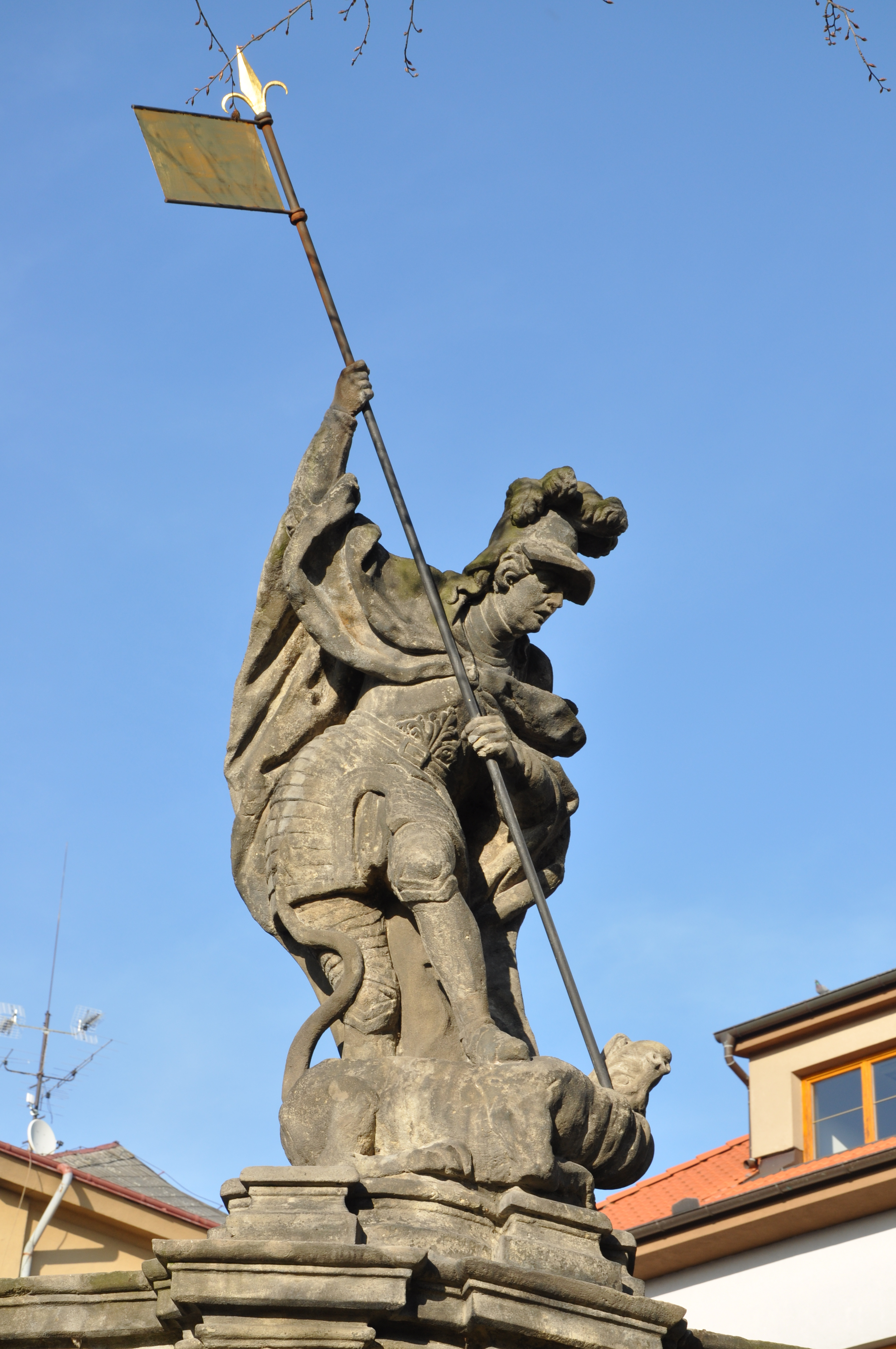
socha svatého Jiří
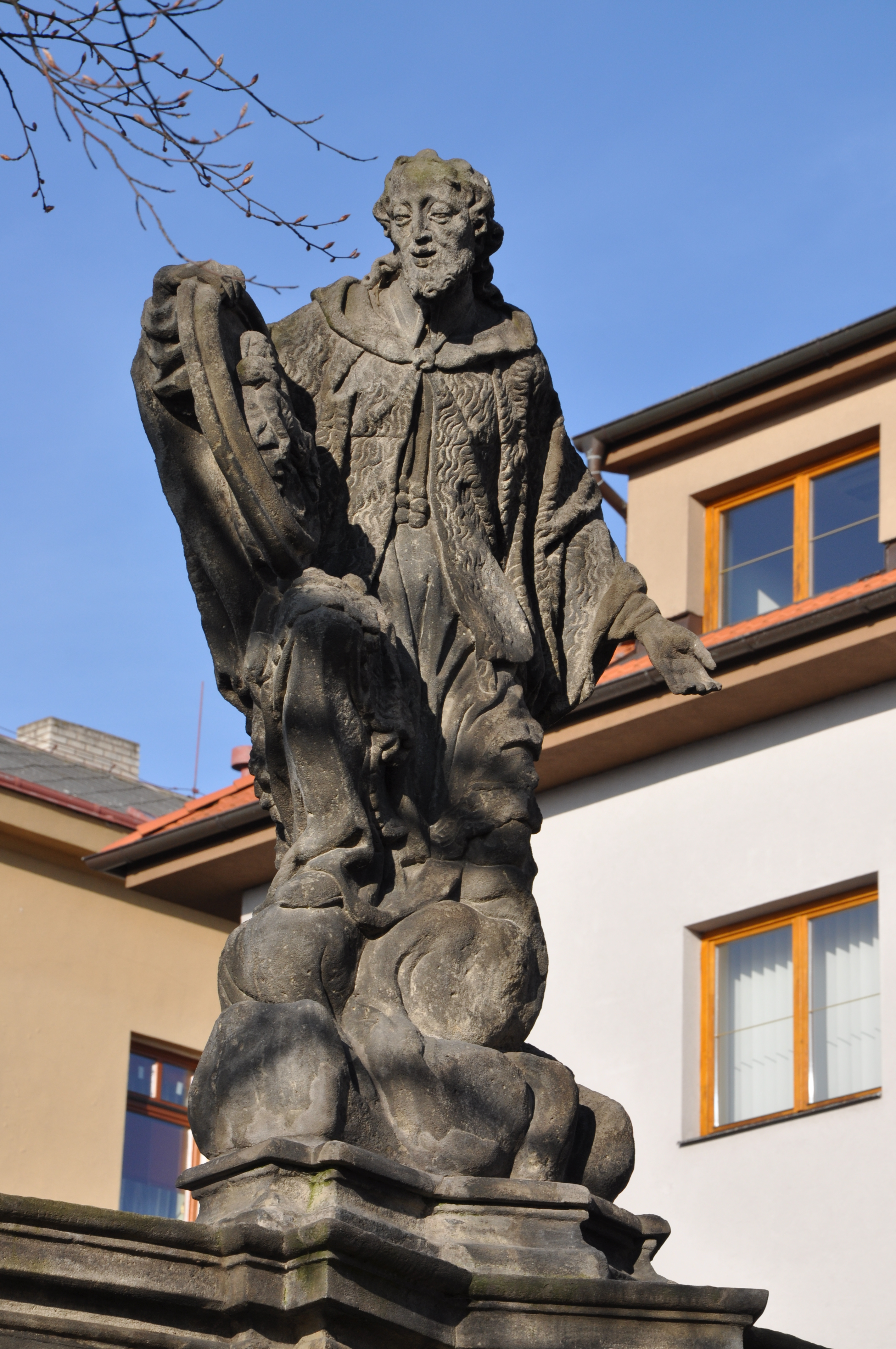
socha svatého Jana Nepomuckého
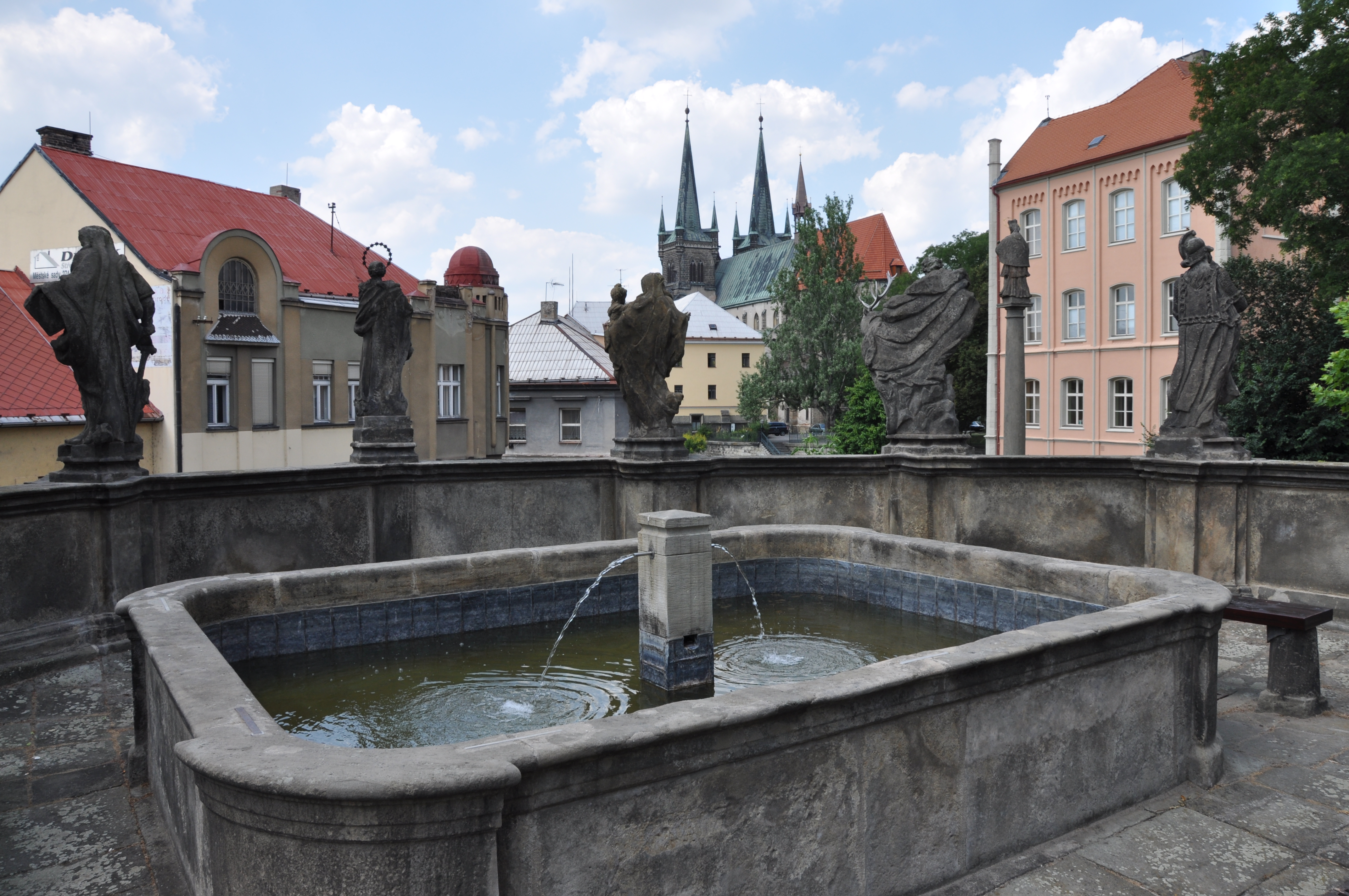
Novoměstská kašna v Chrudimi